# すごくおいしいうた
『すごくおいしいうた』は、2010年1月20日に、エピックレコードジャパンから発売されたコンピレーション・アルバムのCDである。

## 概要
毎日放送が、2008年10月からテレビ・ラジオを問わず、西日本地域で縁のあるアーティストの曲を毎月1曲を推す「おいしいうた」を集めたコンピレーションアルバムの第1弾となるCDを制作。さらに、1999年10月11日から放送されている同局テレビの情報番組『ちちんぷいぷい』の放送開始10周年を記念しての制作も兼ねている。
このアルバムには、2009年9月までの「おいしいうた」と、このために書き下ろされた新曲「明日の空」を含んだ13曲が収録されている。
CDジャケットには、パン屋の主人に扮した角淳一と、そのお客の子どもに扮した松竹芸能の子役である高瀬穂乃歌と橋本崇志が起用されている。

## 宣伝活動
通常、オリコン週間ランキングで5位以内に入るには約20000枚の売上が必要となる中で、このアルバムの宣伝活動および「オリコンのウィークリーチャート全国5位以内へランクインさせる」と意気込み、その宣伝隊長として『MUSIC EDGE + Osaka Style』司会のU.K.が本名の「楠雄二朗」、5歳の娘がいることなどのそれまで非公開だったプライベートを公開、「くっすん」の愛称を使ってまで宣伝活動に臨んだ。この模様は、『ぷいぷい』や『MUSIC EDGE + Osaka Style』内でも報告されている。
アルバムに付けられていた帯を、はがきに貼って応募しなければならなかったが、アルバムを購入した200人に抽選で、角淳一が食しているいちじくジャムがプレゼントされることから、角が自らいちじくジャムの格好をした「ジャム淳一」として宣伝活動に臨み、それ以外はU.K.が「ジャム雄二朗」として宣伝活動を行った。
発売日にあたる2010年1月20日には、兵庫県西宮市の商業施設である阪急西宮ガーデンズにて、おいしいうたファミリーによる「1回だけのコンサート」が開かれた。この模様は、『ちちんぷいぷい』内でも生中継され、『ぷいぷい』本番中の角も、大阪の毎日放送から駆けつけた。
下記の通り、オリコン週間アルバムランキングでは14位という「目標5位以内」からは程遠い結果で、5位以内にランクインしなかった。
このため、公約通りの虎刈りを行う予定であったが、この順位の発表の場に同席していたエピックソニーの執行役員である青木聡からの「嘆願書」（その主な内容は、「出荷の関係でチャートに集計されなかった枚数を加えれば、累計で1万枚に達する。テレビ番組から生まれたコンピレーションアルバムとしては異例の売り上げである」）により、その日の虎刈りが回避された。
発表翌日の『ぷいぷい』の「今日のダレ?・特別編」として「この14位という結果をどのように受け止めたらよいのか?」というのをオリコンや茶屋町近辺のCDショップへの取材を含め多角的に検証した。それらを踏まえた上で、翌々日に角が事前収録のVTRにて「春（3月末）までに3万枚売る」という目標へと変更した。
この際、U.K.だけでなく、木・金『ぷいぷい』司会の西靖（MBSアナウンサー）も虎刈りということが決定したが、2月1日に、西・U.K.による「お客様よろしくセンター」の活動報告を『ぷいぷい』内で行い、その最後に「ぷいぷい西派」の意見として、「（売上が）3万枚に達成したら角、丸刈り」という新たな設定も発表されている。
2010年3月1日、下記の通り3万枚の売り上げを達成した。その際に西から「3万枚（の売り上げ）を達成して、角さんだけを丸刈りにするのはおかしいといえばおかしい」と発言。続けて「くっすん（U.K.）も、（オリコン14位の段階で）一度は覚悟はしていたし、ここまでその覚悟を持て余してこの1か月を過ごした。僕は僕で、角さんだけを丸坊主にするのは格好が悪い。ここはひとつ3人揃って丸刈りになりましょう」と発言したことにより、角だけでなく、U.K、西も丸刈りになった。

## 売れ行き
初週約8300枚、翌週約8700枚。初動2週間の累計17000枚をもってしても、週間5位には届かないという結果であった。当初、関西限定発売（とはいえ、アマゾンでは発売日当日から販売されていた他に当番組HPでも送料無料で販売していた）で関西地区週間アルバムランキングでは1位、全国週間アルバムランキングでは14位を記録した。（2010年2月1日付、オリコン）このようにあくまで「関西ローカルでは1位だった」という方向で宣伝の手法へシフトした。また、収録曲の「明日の空」を全面的に押し出すプロモーション活動は引き続き継続している。
オリコンの2010年1月の全国月間アルバムランキングでは41位を記録した。
2010年2月5日、この影響を受け、全国発売となったもののアマゾンでのランキングは120位。
全国展開した割にはアマゾンでのランキングは100位前後で推移している（2月5日現在）
全国展開した翌日、2月6日付けのオリコンデイリーチャートは24位、翌7日付けでは29位と5日の全国展開の目立った効果は今の所見られていない（2月9日現在）。
2010年2月22日の時点で番組内の発表では2万8557枚であった。
オリコンの2010年2月の全国月間アルバムランキングでは前月の41位を上回る39位を記録した。
2010年3月1日、番組内の発表で3万1110枚を達成。
2010年3月15日時点で番組内の発表では3万3745枚を記録。
2010年4月26日時点で番組内の発表では3万7951枚を記録。
2010年7月30日現在、番組内の発表では3万9439枚を記録。

## 収録曲
1. My Special Day / Dew
  - 作詞・作曲：清水悠、編曲：亀田誠治
  - 2008年10月の「おいしいうた」
2. ナナ / かりゆし58
  - 作詞・作曲：前川真吾、編曲：関淳次郎
  - 2008年11月の「おいしいうた」
3. 恋バス / 矢井田瞳&恋バスBAND with 小田和正
  - 作詞・作曲・編曲：矢井田瞳・小田和正
  - 2008年12月の「おいしいうた」
4. アイツムギ / 城南海
  - 作詞・作曲：川村結花、編曲：上杉洋史
  - 2009年1月の「おいしいうた」
5. BLESS / 植村花菜
  - 作詞：植村花菜・Toki、作曲：Michael Choi・David Whitmey・Tim Fornara、編曲：上杉洋史
  - 2009年2月の「おいしいうた」
6. 春春春 / PENGIN
  - 作詞・作曲：PENGIN、編曲：PENGIN・小高光太郎
  - 2009年3月の「おいしいうた」
7. Thank you / Dew
  - 作詞・作曲：清水悠、編曲：安原兵衛
  - 2009年4月の「おいしいうた」
8. 大丈夫 / ji ma ma
  - 作詞：ji ma ma・松本有加、作曲：ji ma ma、編曲：羽毛田丈史
  - 2009年5月の「おいしいうた」
9. 愛の雫 / まきちゃんぐ
  - 作詞・作曲：まきちゃんぐ、編曲：鈴木Daichi秀行
  - 2009年6月の「おいしいうた」
10. 僕らの海 / しおり
  - 作詞・作曲：Siori、編曲：常田真太郎
  - 2009年7月の「おいしいうた」
11. アイタクテ / 和紗
  - 作詞：和紗・川口大輔、作曲・編曲：川口大輔
  - 2009年8月の「おいしいうた」
12. 愛燦燦 / 中孝介
  - 作詞・作曲：小椋佳、編曲：新井健、黒木千波留、若森さちこ
  - 2009年9月の「おいしいうた」
13. 明日の空 / おいしいうたファミリー[4]
  - 作詞：PENGIN、作曲・編曲：藤本和則
  - 2010年1月の「おいしいうた」、『ちちんぷいぷい』2代目エンディング曲

## 記念ライブ
2010年4月24日に、大阪・難波のなんばHatchにて、「すごくおいしいうた CD発売記念ライブ」が開催され、中孝介・和紗・かりゆし58・しおり・ji ma ma・Dew・PENGIN・まきちゃんぐが出演した。『ちちんぷいぷい』からは角淳一・西靖・U.K.も出演した。「明日の空」を披露する際には、歌唱には参加していない和紗・かりゆし58の新屋行裕、宮平直樹、中村洋貴、Dew、ライブのMCの3人も参加しての披露となった（植村花菜と城南海は当ライブに参加しておらず、植村のパートをDewが、城のパートを和紗が歌った）。
このライブの模様は、特別番組『ちちんぷいぷいGW 角・西“明日の空”大合唱 すごくおいしいうたSP』（-ゴールデンウィーク すみ・にし“あしたのそら”だいがっしょう-スペシャル）のタイトルで、同年5月4日の13:55 - 15:00（JST）に、毎日放送でテレビ放送された。